# Стефан Кіселевський
Стефан Кіселевський (літературні псевдоніми Kisiel, Teodor Klon, Tomasz Staliński, Julia Hołyńska та музикант Jerzy Mrugacz; 7 березня 1911, Варшава – 27 вересня 1991, там же) – польський прозаїк, педагог, депутат Сейму Польської Народної Республіки 2-го і 3- го скликання.
"Премія Киселя" присуджується з 1990. 

## Автобіографія

### Довоєнний період
Син Зигмунта Киселевського та Саломеї, уродженої Шапіро (тітки Ганки Савицької) , племінник Яна Августа Киселевського, сатирика та співзасновника кабаре «Зелений Балоник». У 1929 – 1931 вивчав полоністику та філософію у Варшавському університеті, а з 1927 у Варшавській консерваторії (нині Музичний університет імені Фридерика Шопена), де в 1934 – 1937 отримав дипломи з теорії музики (1934), композиції по класу Казімежа Сікорського (1937) та фортепіано по класу Єжи Лефельда (1937). У 1938–1939 перебував у Парижі, де хотів вивчати композицію у Надії Буланже, але встиг відвідати лише один урок.
У міжвоєнний період почав працювати як композитор, критик і письменник; у 1932 опублікував перші музичні огляди в двотижневику «Echo Tygodnia». У 1935–1937 – секретар редакції «Muzyki Polskiej», з 1935 – журналіст і рецензент музичних журналів: «Pion», «Bunt Młodych», «Polityka» та «Zet ». Після повернення з Парижа в квітні 1939 обійняв посаду музичного керівника радіостанції «Варшава II».

### Друга Світова війна
Брав участь в Польській кампанії 1939 року як солдат 85-го піхотного полку 19-ї піхотної дивізії в Нововілейці. Після розформування війська пішки повернувся до Варшави, де провів період німецької окупації. Давав приватні уроки фортепіано, працював концертмейстером у гімнастичній школі Стефана Шелестовського та в кафе «Rio Rita» у Краківському передмісті. Був службовцем музичного та словесного мовлення в секції Польського радіо Урядового представництва країни. У 1942 одружився з Лідією Гінц. У 1943 році у них народився перший син Вацлав. Під час Варшавського повстання працював на радіо. Був поранений на третій день повстання. Втік у Скерневиці, де провів решту війни. Під час повстання втратив більшу частину своєї композиторської творчості.

### Після війни
Після війни оселився в Кракові і з родиною жив у відомому Будинку письменників на вулиці Крупніча, 22. У 1945 заснував журнал «Ruch Muzyczny», головним редактором якого був до 1948. Після закриття журналу з політичних міркувань і відновлення його діяльності у 1957–1959 рр. був членом редакції. У 1945–1949 рр. викладав теоретичні предмети у Державній вищій музичній школі (нині Музична академія в Кракові). Виключений з університету комуністичною владою в 1949, приватно викладав композицію (його студентом був, зокрема, Адам Валацінський). Водночас займався композиторською, літературною та публіцистичною діяльністю.
У 1945–1989 рр. (з перервами в 1953–1956 рр., коли видання журналу було призупинено, у 1968–1971 рр. через цензуру на заборону публікації, у 1981–1983 рр., тобто під час воєнного стану) був журналістом, оглядачем «Tygodnik Powszechny» у циклі «Головою в стіну», «Без догматів», «Проти волосся», «Лопатою по голові», «Цвяхи в мозку» і «Волання у пустелі» . Використовував псевдонім «Кісель». У 1950–1953 рр. – редактор «Концертного путівника» Краківської філармонії, у 1955–1957 рр. – автор радіопередачі «Бесіди про музику», у 1956–1961 – голова правління Спілки польських композиторів у Кракові. У 1961 переїхав до Варшави на проспект Яна Христяна Шуха 16.

### Депутат Сейму ПНР
У 1957–1965 – депутат Сейму ПНР, в т.ч. з Тадеушем Мазовецьким, у складі групи Znak. У 1957  та в 1961 обирався за списком Фронту національної єдності . У 1964 – один із підписантів "Листа 34". У 1965–1968 — головний редактор музичного видавництва «Синкопа», у 1971–1974 — президент музичної секції ZAiKSu; чотири рази був членом головної ради Спілки польських композиторів, також був членом Спілки польських письменників. У 1968 за критику цензури (на засіданні Спілки польських письменників використав відомий термін «диктатура невігласів», але — за його власною інтерпретацією у «Щоденниках» — не проти влади, а проти цензорів), йому заборонили публікуватися на три роки. 11 березня в провулку на вулиці Каноній його також побили «невідомі». У грудні 1975 підписав акцію протесту проти змін до Конституції Польської Народної Республіки (Лист 59). У 1976 році підписав "Лист 14" проти репресій учасників Радомського червня. 23 серпня 1980 приєднався до заклику 64 вчених, письменників і публіцистів до комуністичної влади вступити в діалог зі страйкуючими робітниками. У 1984 р. опублікував т. зв «Мої типи» («список каналізації»), безкоментарний список імен людей, які особливо активно вели пропаганду в ПНР .
Публіцистична творчість Кіселевського вирізнялася духом прагматизму й лібералізму, і водночас, зважаючи на часи, в які він жив, була надзвичайно зухвала. Маріуш Урбанек заявив, що він «найчитаніший, але найменш слуханий журналіст ПНР. Комуністи не хотіли його слухати, бо він казав, що він їхній ворог. У вільній Республіці Польща друзі його не слухали, бо він казав, що абсолютно з ними не згоден». Кіселевський був відомий і своїм збоченим характером – коли Леопольд Тирманд купив собі абсолютно нову машину, Кісель узяв цеглу і видряпав на кузові великими літерами слово «DUPA» (після цього випадку вони не розмовляли один з одним рік).

### Після 1989р
У політичних і соціальних питаннях він представляв консервативно-ліберальні погляди. Був одним із засновників Руху реальної політики у 1987 та Союзу реальних політиків у 1989. Також симпатизував Центрській угоді.
Після 1989, після розбіжностей з редакцією "Tygodnik Powszechny", яка почала цензурувати його колонки, він відмовився продовжувати публікувати свої тексти в цьому тижневику і перейшов до Wprost, де погодився давати короткі інтерв’ю, коментуючи поточні події. У той же час, з березня 1988 до 2 вересня 1991 він щотижня записував колонки "Кісель прямо з Варшави" для польського радіо на радіомовній станції WPNA в Чикаго, стенограми якого регулярно передруковувалися в місцевому «Dziennik Związek» та які були опубліковані повністю в Польщі у 2016. У 1990 заснував щорічну премію Кіселя, яку присуджував спочатку сам, а після його смерті – журі, до складу якого входили його син Єжи та лауреати попередніх років.
У 1968–1980 вів особистий щоденник, до якого входило кілька зошитів. Щоденник був опублікований після його смерті під назвою "Journals". Його син Вацлав був співзасновником фортепіанного дуету Марек і Вацек, а його донька Кристина Кіселевська-Славінська — романістка та перекладачка. Молодший син Єжи Кіселевський — радіо- і тележурналіст.

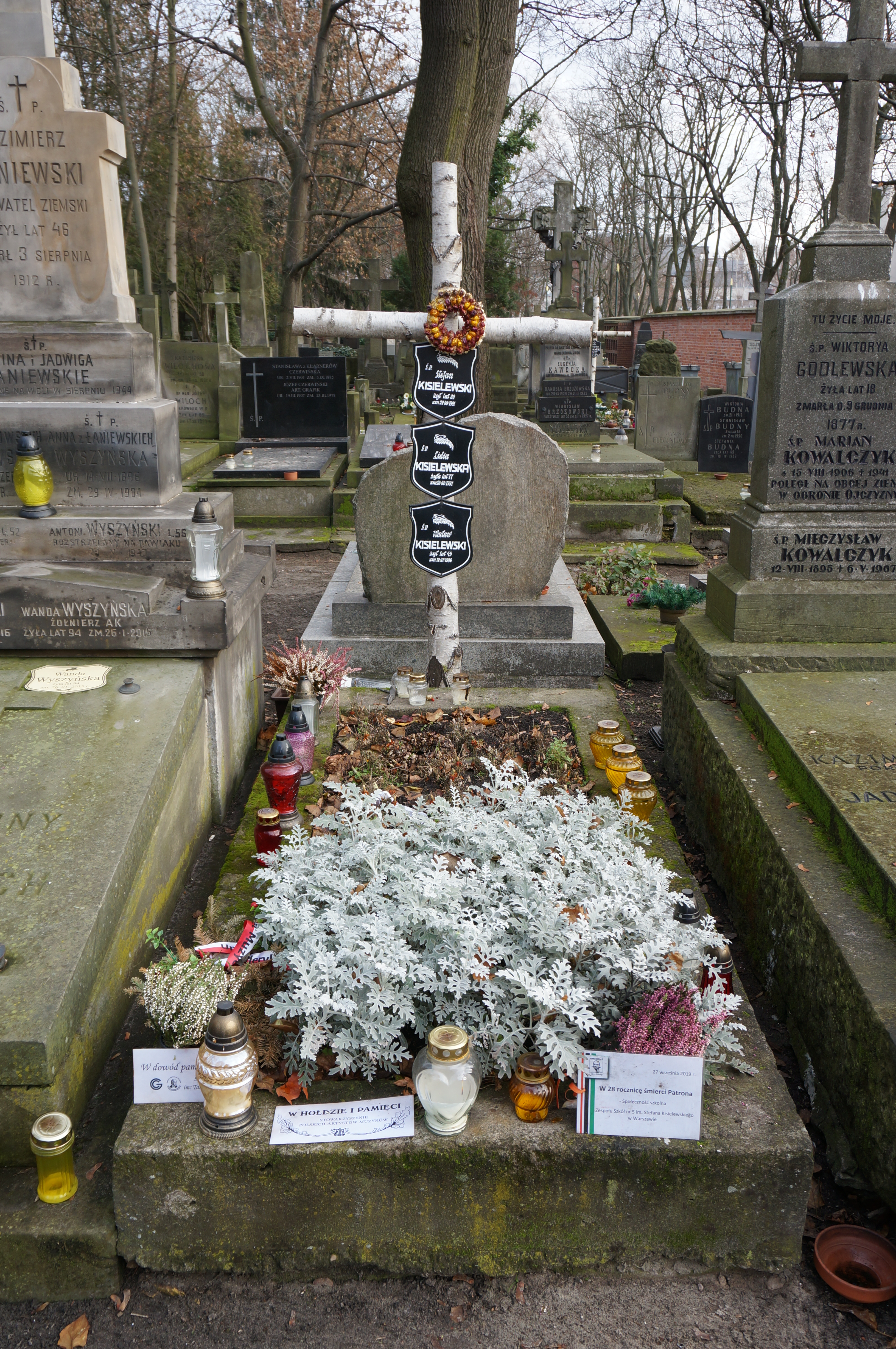
Могила Стефана, Вацлава та Лідії Кіселевських на Повонзькому цвинтарі у Варшаві

Стефан Кіселевський написав багато музичних творів у стилі неокласицизму 20-го століття, за що був багаторазово нагороджений у Польщі та за кордоном. Також був автором низки романів і книг про музику (в т.ч. Музичне сузір'я), а також сотні колонок і політичних публікацій, у тому числі в журналі "Res Publica Nowa". Автор терміна "літургійний соцреалізм".
Похований на Повонзькому кладовищі.

## Нагороди та відзнаки
- Друга премія на Фестивалі польської музики (1955) за Концерт для камерного оркестру
- Перша премія в конкурсі на пісню Міцкевича (1955) на вірш "Бахчисарай вночі"
- Музична премія Кракова (1956)
- Нагороди Фонду Юржиковського в Нью-Йорку (1973)
- нагороди А. Струги у Варшаві (1979)
- премії польської спілки композиторів (1982)
- Нагороди Фонду Schmidheinystiftung Cт. Галлена (1983) за життєві досягнення
- нагороди глядацьких симпатій Адольфа Боченського (1988)
- у 1991 посмертно нагороджений президентом Лехом Валенсою Великим хрестом ордена Відродження Польщі[15].

## Композиції
- Струнний квартет (1935)
- Симфонія № 1 (1939)
- Danse vive для фортепіано (1939)
- Шість прелюдій і фуг для фортепіано (1943)
- Токата для фортепіано (1944)
- Серенада (версія I) для фортепіано (1945)
- Концерт для камерного оркестру (1949)
- Сільська рапсодія для камерного оркестру (1950)
- Симфонія № 2 (1951)
- Сільське капрічіо для фортепіано (1952)
- П'ять пісень на слова К. І. Галчинського для голосу та фортепіано (1952)
- Сім пісень на слова К. І. Галчинського для голосу та фортепіано (1952–1954)
- Маленька увертюра для камерного оркестру (1953)
- Інтермеццо для кларнета та фортепіано (1953)
- Сюїта для гобоя та фортепіано (1954)
- Moto perpetuo для фортепіано (1954)
- Сюїта для фортепіано (1955)
- Perpetuum mobile для малого симфонічного оркестру (1955)
- Бахчисарай уночі для голосу та фортепіано (1955)
- Енергетичне капрічіо для скрипки та фортепіано (1956)
- Симфонія для 15 виконавців (1961)
- Сюїта для флейти та кларнета (1961)
- Система доктора Смоли та професора П'єрзи, балет-пантоміма (1962)
- Дивертименто для флейти та камерного оркестру (1964)
- Подорож у часі для струнного оркестру (1965)
- Спортивні сигнали, увертюра для великого симфонічного оркестру (1966)
- Ярмарок розваг, балет (1968)
- Зустрічі в пустелі для 10 виконавців (1969)
- Діалоги для 14 інструментів (1970)
- «Космос I» для великого симфонічного оркестру (1970)
- Соната для кларнета та фортепіано (1972)
- Серенада (версія II) для фортепіано (1974)
- Симфонія на квадраті (1974–1978)
- Capricious Impression для флейти-соло (1982)
- Три бурхливі сцени для фортепіано (1983)
- Маленька рапсодія для кларнета та фортепіано (1984)
- Скерцо для фаготу та фортепіано (1988)
- фортепіанний концерт (1980–1991)

- музика до фільмів:
  - Помста (1956, реж. Антоні Богдзевич, Богдан Корженєвський )
  - Калоші щастя (1958, реж. Антоні Богдзевич)
  - «Місто помре сьогодні вночі » (1961, реж. Ян Рибковський )
  - Ідуть, гості йдуть... (1962, реж. Ромуальд Дробачинський, Ян Руткевич, Герард Залевський)

- музика до віршів для дітей
  - Гензель і Гретель (рец. 1965, надруковано 1967, стор. Ян Бжехва)
  - Пісні для голосу та фортепіано з п’єси Надзвичайна пригода пана Клекса (1968, сл. Ян Бжехва)

## Публікації

### Романи
- Змова (1946)
- Злочинність у Північному окрузі ( 1948)
- У мене було лише одне життя (1958) – під псевдонімом Теодор Клон
- Жінки і телефон (1960) – під псевдонімом Теодор Клон
- Пригоди у Варшаві (1982)
- Перед тим, як смерть прийде (1995) – незакінчений твір, опублікований посмертно

Політичні романи, спочатку опубліковані в Парижі під псевдонімом Томаш Сталінський:
- Погляд згори (1967)
- Тіні в печері (1971)
- Зимовий роман (1972)
- Розслідування (1974)
- Люди з акваріума (1976)
- Пригоди у Варшаві (1977)

### Музичні етюди
- Музичне сузір'я (1958)
- З музичного інтерепоку (1966)
- Музика і мозок (1974)

### Колекція ескізів і колонок
- Політика і мистецтво (1949)
- Дрібниці (1956)
- Оповідання та подорожі (1959)
- З літературного минулого (1979)
- Головою об стіну 100 разів (Париж, 1972)
- Змішання матерії (Лондон, 1973)
- Мої дзвони тридцятих (Чикаго, 1978)
- Позолочені роки, сірі роки (Краків 1989)
- Довоєнна журналістика (2001)
- Журнали трансформаційного періоду (2016) [14]

### Інші публікації
- Що таке соціалізм? Церковно-державні відносини в Польській Народній Республіці (1990, 2-е видання)
- Абетка Кіселя (1990) ISBN 83-85083-01-4 .
- Все інше (1991, 4-е видання)
- Заповіт Кіселя (1992)
- Щоденники (1996)
- Поклик у дикій природі (1997)
- Колонки, взяті цензурою (1998)
- Маленькі речі (1998)
- 100 разів головою об стіну (1997)
- Політика і мистецтво
- Кодекс поблажливої людини
- Єврейські історії (1960)

## Дивіться також
- Список Кисіля

## Твори про Стефана Киселевського
- Єжи Кіселевський, Перша вода після Кіселя, Варшава 2014.
- Станіслав Блащина, Жовтим по білому - на щоденниках Стефана Кіселевського , Варшава 2017
- Івона Гофман, Dwugłos o Peerelu, Журнали Стефана Кіселевського та Маріана Брендіса, Люблін 2000 р.
- Kisiel, інтерв'ю Йоанни Прушинської, Варшава 1997
- Міхал Ришкевич., Форма ідеології – ідеологія форми, про романи Стефана Киселевського, Люблін 2003 р.
- Міхал Шишка, Шановне духовенство. Філософія мистецтва Стефана Кіселевського, Краків 2010
- Маріуш Урбанек, Кісель, Вроцлав, 1997
- Маріуш Урбанек, Кіселевський, Варшава 2006
- Єжи Вальдорф, Слово про Кисіля, Варшава 1995
- Адам Вятр, Стефан Кіселевський як музичний критик, Вроцлав 2006 р.
- Моніка Вішньовська, Станчик з Народної Польщі. Дещо про Стефана Киселевського, Катовіце-Варшава 2004
- Малгожата Гонсіоровська, Киселевський, Краків 2011
- Магдалена Матея, Договірна мова. На шпальтах Кіселя, Торунь 2012
- Казімеж Міхал Уяздовський, Кісель. Довоєнна журналістика, Іскри 2001

## Виноски
1. 1 2 3 4 5 6 7  Чеська національна авторитетна база даних
2. 1 2 3 4  Deutsche Nationalbibliothek Record #119033542 // Gemeinsame Normdatei — 2012—2016.
3. 1 2 3  Bibliothèque nationale de France BNF: платформа відкритих даних — 2011.
4. ↑  LIBRIS — Королівська бібліотека Швеції, 2012.
5. ↑  https://bs.sejm.gov.pl/F?func=find-acc&acc_sequence=000011782&find_code=SYS&local_base=ARS10
6. ↑  Urbanek M., Kisielewscy, Iskry, Warszawa 2006.
7. ↑  Waldemar Grabowski, Polska Tajna Administracja Cywilna 1940–1945, Warszawa 2003, s. 230.
8. ↑  Obwieszczenie Państwowej Komisji Wyborczej z dnia 22 stycznia 1957 r. o wynikach wyborów do Sejmu Polskiej Rzeczypospolitej Ludowej przeprowadzonych dnia 20 stycznia 1957 r., M.P. z 1957 r. nr 5, poz. 30.
9. ↑  Obwieszczenie Państwowej Komisji Wyborczej z dnia 18 kwietnia 1961 r. o wynikach wyborów do Sejmu Polskiej Rzeczypospolitej Ludowej przeprowadzonych dnia 16 kwietnia 1961 r., M.P. z 1961 r. nr 30, poz. 145
10. ↑  Kultura 1976/01/340 - 02/341 Paryż 1976, s. 236.
11. ↑  Apel (dokument KSS KOR, Archiwum Opozycji IV/04.05.43 [b.n.s])
12. 1 2  Stefan Kisielewski 1911-1991 – Życie.
13. ↑  Testament Kisiela, Prószyński Media, Warszawa 2011, s. 274.
14. 1 2  , Stefan Kisielewski, "Dzienniki okresu transformacji"
15. ↑  Krzyż Wielki Orderu Odrodzenia Polski (1991-2005) – wykaz osób odznaczonych (PDF). Архів оригіналу (PDF) за 9 травня 2010. Процитовано 4 червня 2022. [Архівовано 2010-05-09 у Wayback Machine.]

## Зовнішні посилання
- Твори Стефана Киселевського в бібліотеці Польщі